# Осінній провулок (Київ)
Осі́нній прову́лок — провулок у Святошинському районі міста Києва, селище Біличі. Пролягає від Осінньої вулиці до вулиці Академіка Єфремова.
Прилучаються вулиці Володимира Дурдуківського і Обухівська.

## Історія
Провулок виник у 1-й половині XX століття. Мав назву 1-й провулок Леніна. 
В 1969 році отримав назву провулок Володимира Ульянова, на честь радянського політичного діяча Володимира Ульянова-Леніна.
Сучасна назва — з 2015 року.

## Зображення

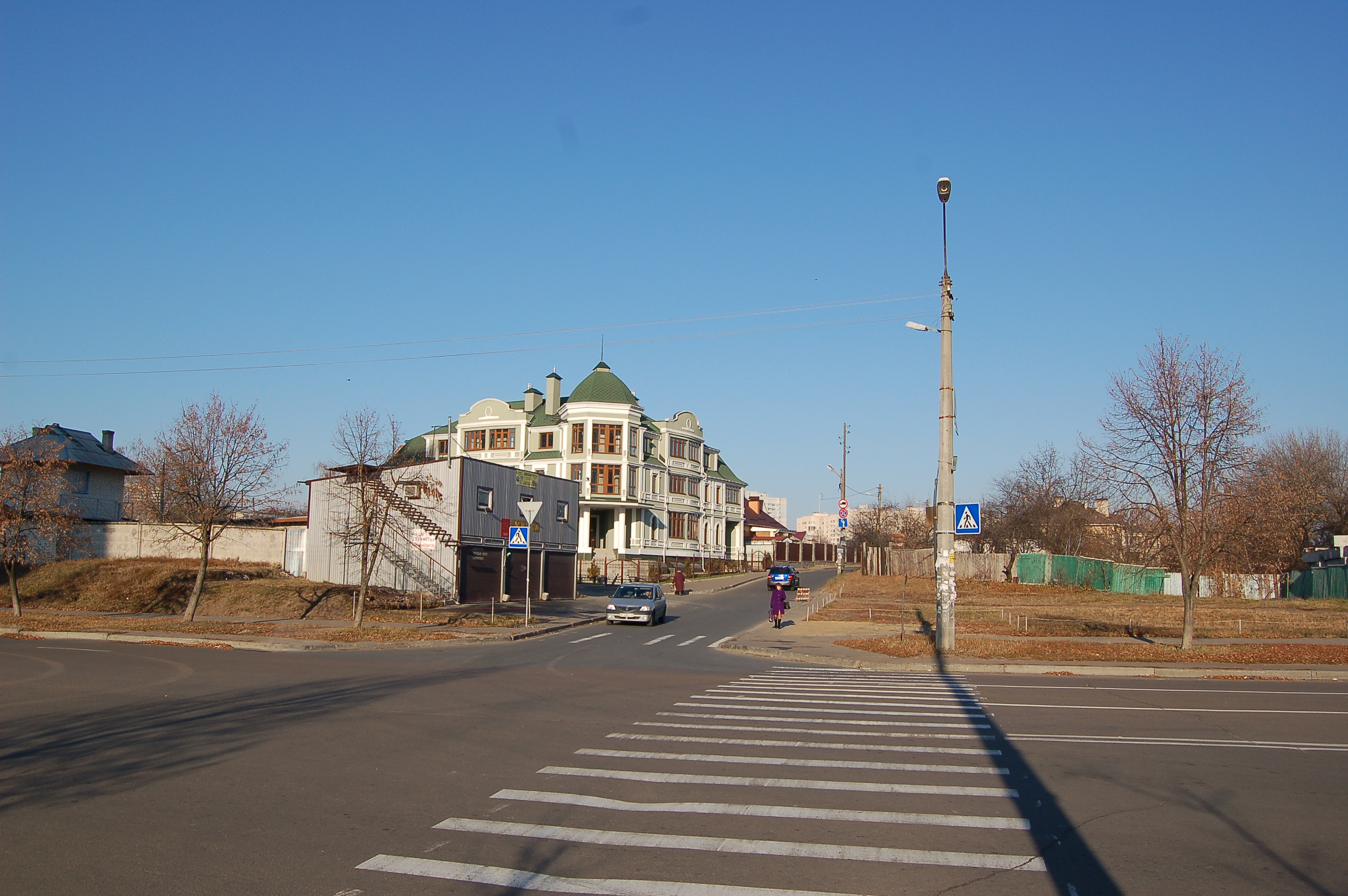
Перехрестя з вулицею Академіка Єфремова
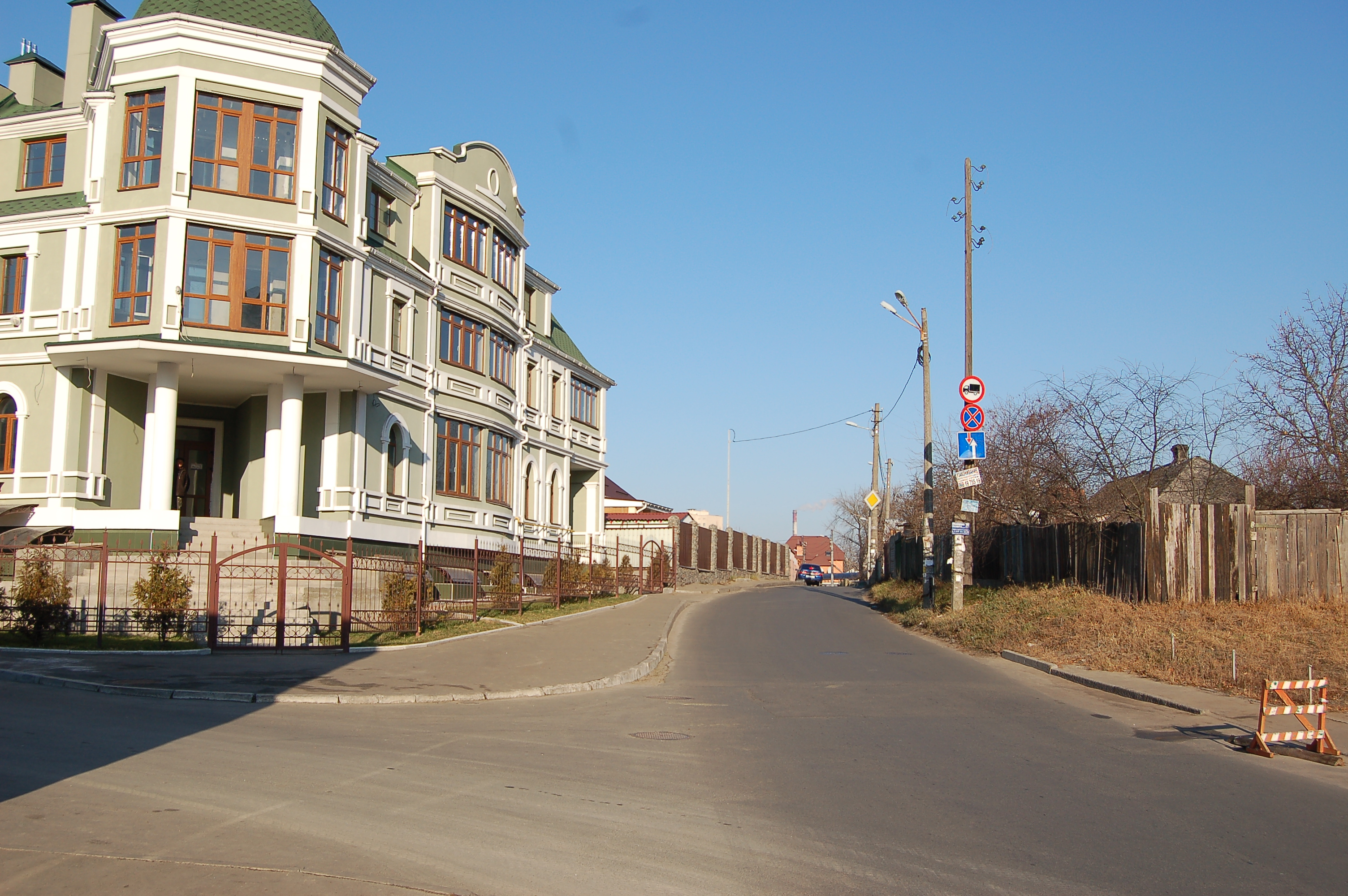
Перехрестя з Обухівською вулицею
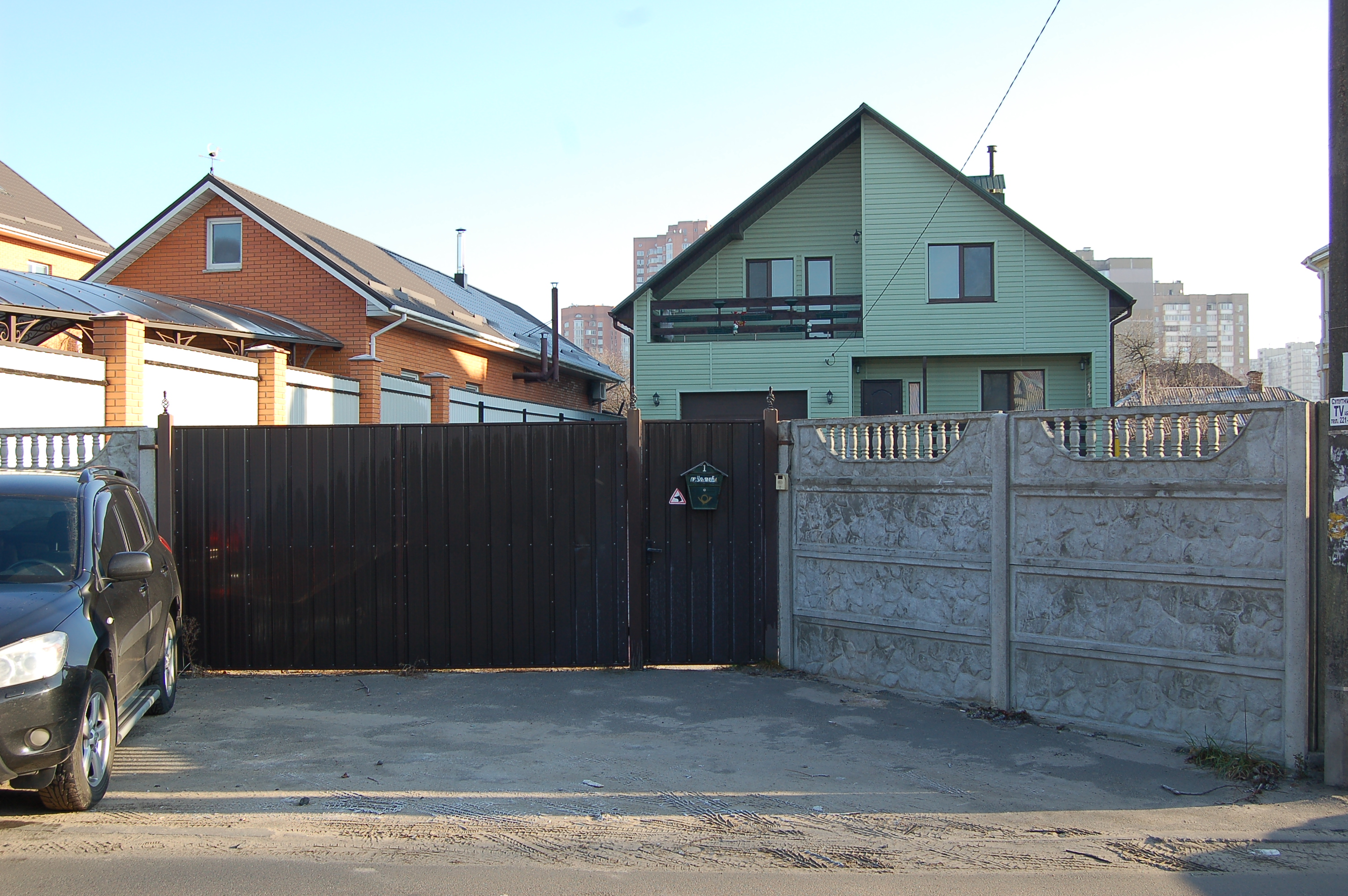
Будинок № 1 по Осінньому провулку
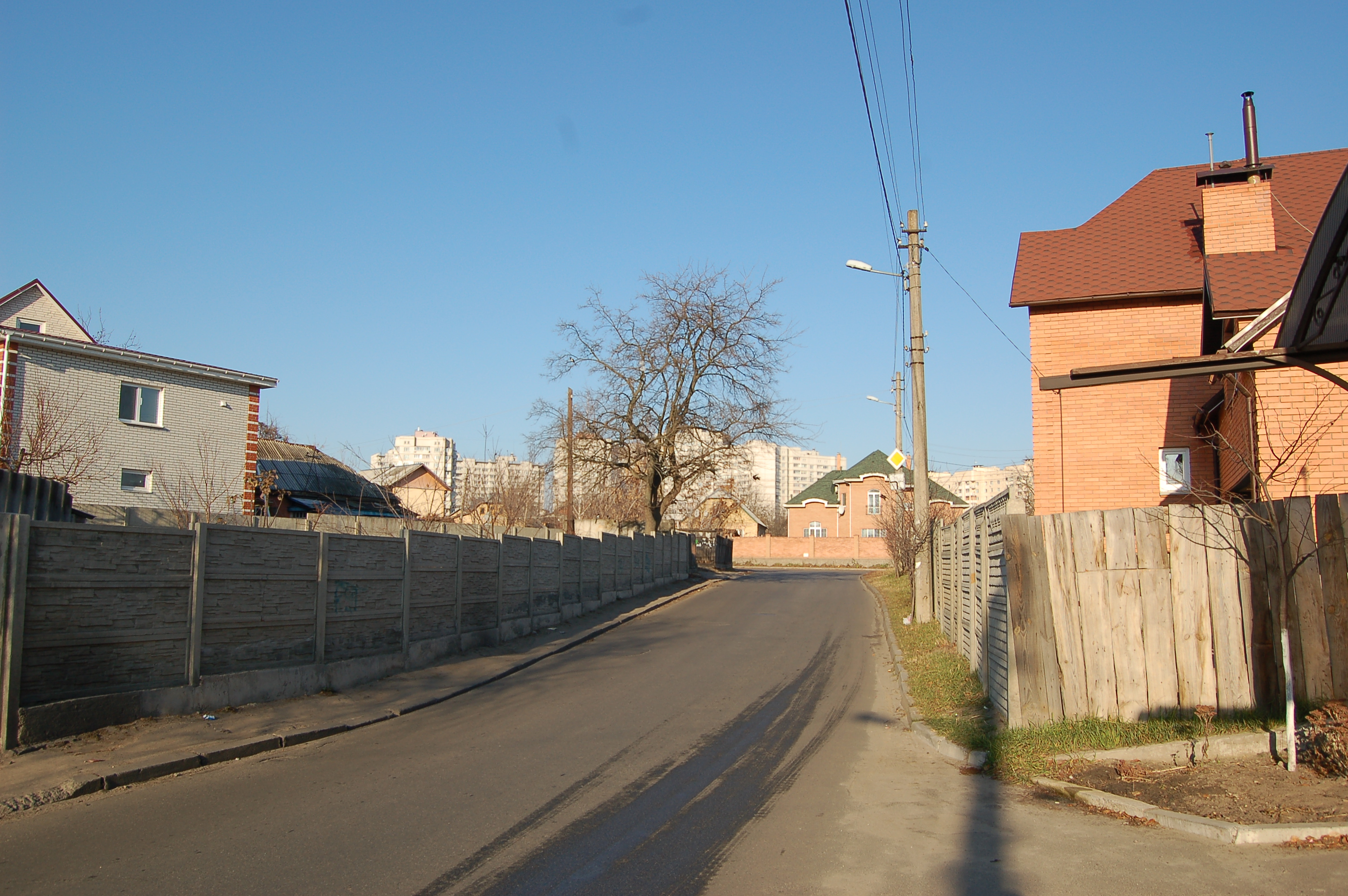
Поблизу перехрестя з Осінньою вулицею
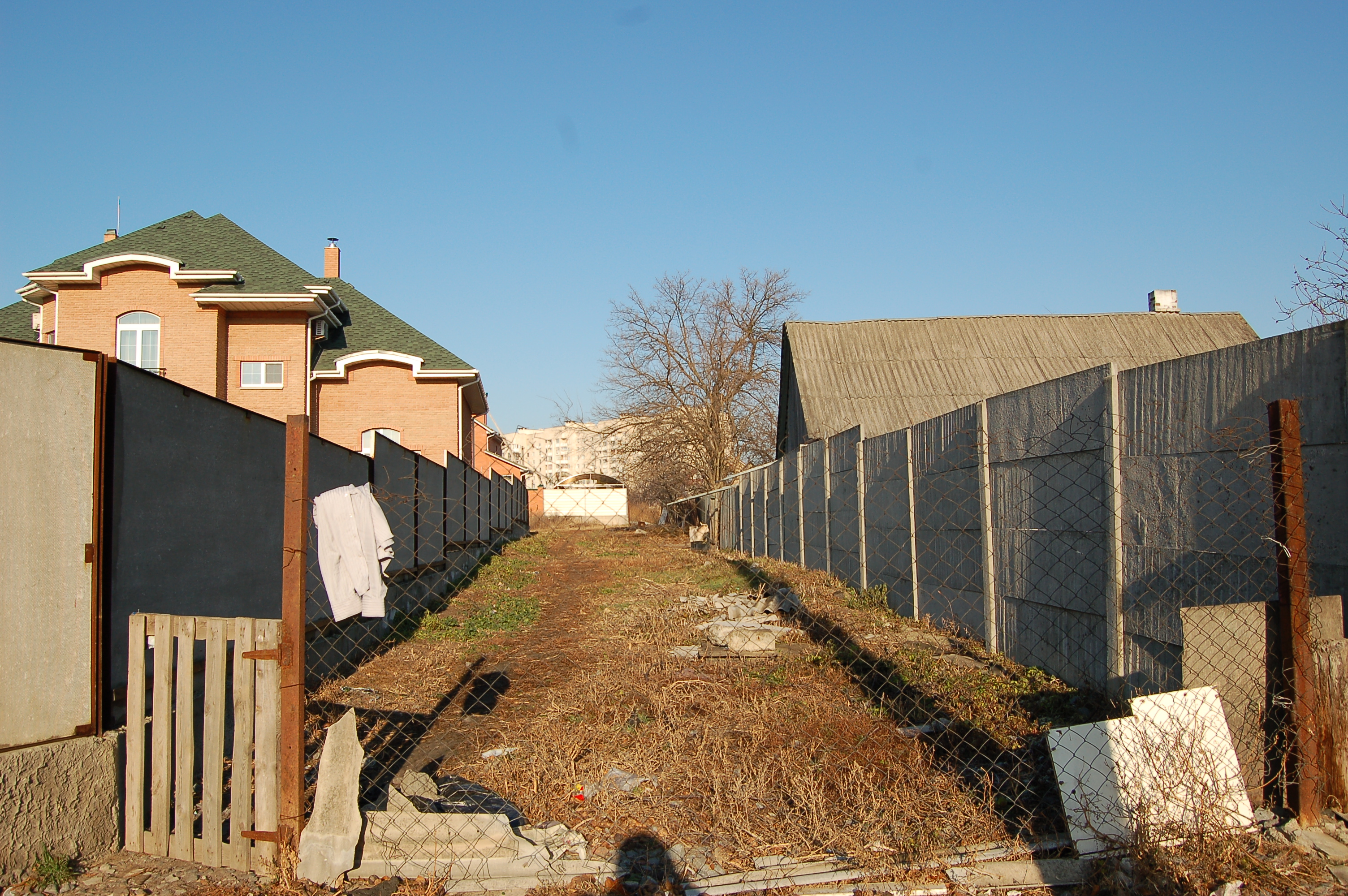
Прохід до провулку Маршака